# С-8ЛГР
С-8  је српска навођена ракета ваздух-земља.

## Опис
Ракета је приказана на сајму "Партнер 2021" у Београду. За наоружавање пре свега хеликоптера, намењена је вођена ракета С-8ЛГР настала дорадом добро познатог совјетског/руског невођеног ракетног зрна (НРЗ) С-8 калибра 80 mm. С-8ЛГР су изложене у 7-цевном лансеру Л80-07 који се, са НРЗ С-8КОМ већ користи на хеликоптеру Х145М (Х-50Б) РВ и ПВО Војске Србије, а планирано је да се нађе и на наоружаним хеликоптерима Газела опште намене као и модернизованим лаким борбеним хеликоптерима ГАМА.
Како се наводи, С-8ЛГР је релативно јефтина, једноставна ваздухопловна ракета велике прецизности са полуактивним ласерским вођењем. Има уграђен детектор ласерског зрачења за детектовање ласерског снопа који се рефлектује од циља. Означавање циља може се вршити пре лансирања ракете са лансирне платформе, потом га може означити војник са земље или са неке друге летелице.
Максимални домет је 6 km, што се тиче прецизности, одступање од циља (ЦЕП) је око једног метра, дужина ракете је 1,639 m, калибар 80 mm, маса ракете је 13,3 kg, маса бојеве главе 3,3 kg, бојева глава је комбинованог дејства (кумулативно и разорно). Основна намена ракете је неутралисање живе силе и лако оклопљених циљева.